# Guillem IV d'Aquitània
Guillem IV d'Aquitània i II de Poitiers, de malnom Braç de Ferro, fou duc d'Aquitània i comte de Poitiers del 963 al 995. El nom de Braç de Ferro se li va donar perquè era impulsiu i violent.

## Família
Fou fill i successor de Guillem III d'Aquitània i I de Poitiers de malnom Cap d'Estopa. La seva mare era Gerloc (Adela de Normandia), filla del normand Rol·ló. Es va casar el 968 amb Emma de Blois filla de Teobald el Trampós, comte de Blois. Emma i Guillem van tenir dos fills: Guillem V d'Aquitània i III de Poitiers (969 - 1030); i Ebles (esmentat només una vegada el 997).

## Govern
A l'inici del seu govern el seu oncle Ebles bisbe de Llemotges el va seguir aconsellant com havia fet amb el seu pare. La seva germana Adelaida d'Aquitània es va casar amb Hug Capet duc dels francs el 969 i tot seguit el seu propi matrimoni amb Emma de Blois va reforçar la seva posició envers el rei Lotari de França. Emma li va aportar com a dot la fortalesa de Chinon que havia de servir per protegir el comtat contra els comtes d'Anjou. Emma va fundar l'abadia de Maillezais.
Vers el 980 Lotari de França i el comte d'Anjou Jofré I Grisegonelle (Capagrisa) es van aliar per restaurar un regne d'Aquitània per a Lluís, fill de Lotari. Aquest Lluís es va casar amb la germana del comte Jofré, Adelaida, vídua del poderós comte de Gavaldà; aquesta operació tenia com a perjudicat a Guillem IV, però va fracassar perquè el matrimoni d'Adelaida i Lluís no va reeixir, doncs Adelaida li doblava l'edat al seu marit. Jofré I Grisegonelle d'Anjou va aconseguir conquerir per les armes els territoris a la regió de Loudun i Mirebeau, però finalment es va arranjar el problema quan Jofré es va reconèixer vassall del comte de Poitiers per aquestos dominis i va estar present en un placitum celebrat per Guillem IV el 981 on van estar també els seus grans vassalls, els vescomtes de Thouars, els d'Aunay i els de Châtellerault. El 982 Jofré va ser l'element clau en el tractat amb Guerech comte de Nantes, segons el qual el país de Retz quedava agregat al comtat de Nantes però la regió costanera era agregada al comtat de Poitiers.
El 988 va refusar reconèixer a Hug Capet, elegit rei de França i al que Lotari havia concedit abans el ducat d'Aquitània (després el rei es va reconciliar amb Guillem III d'Aquitània i la donació no fou efectiva). Capet va renovar la seva reclamació i va envair Aquitània però l'exèrcit reial fou derrotat a la plana del Loira. Guillem llavors va donar suport a Lluís, el fill de Carles, duc de la Baixa Lorena, com a darrer legítim hereu carolingi i li va obrir el palau de Poitiers tractant-lo com a reis i com a legítim hereu de la corona francesa. Finalment el 969 hi va haver reconciliació i Hug Capet es va casar amb Adelaida, la germana de Guillem.
Guillem va poder salvar també un conflicte personal, ja que s'havia amistançat amb la vescomtessa Aldearda de Thouars i s'havia hagut d'enfrontar a la seva dona Emma de Blois, a causa de lo qual el germà d'aquesta, Eudes I de Blois, havia retirat el suport a Guillem IV. Emma es va reconciliar amb el seu marit el 988, però la situació només va durar tres anys, i degut als continuats adulteris de Guillem, el 991 Emma va deixar al seu marit i va tornar a Blois amb el seu fill Guillem, el futur Guillem V d'Aquitània. Uns mesos abans Emma havia fundat (990) l'abadia de Bourgueil.
Com a duc d'Aquitània va tenir dificultats per controlar als seus vassalls; el vescomte Girald de Llemotges i el comte Bosó de la Marca es va enfrontar militarment per la possessió del castell de Brosse; el conflicte va degenerar i el corobisbe de Llemotges, Benet, fou assassinat per iniciativa del comte Elies de Périgord, fill de Bosó de la Marca; tot seguit Elies i el seu germà Aldebert foren fets presoners per Guiu, el fill primogènit de Girald de Llemotges. Finalment el conflicte es va acabar amb el càstig de l'assassí de Benet que era un germà d'Elies i d'Aldebert.
El gener de 993 Guillem IV es va retirar a l'abadia de Saint Cyprien de Poitiers i després a la de Sant Maixent, i va cedir els poders al seu fill Guillem. Va morir el 995. Emma de Blois li va sobreviure fins al 1006 i fou regent fins al 1004.